# Victor Marian
Victor Marian (Chișinău, 10 settembre 1984) è un ex calciatore moldavo, di ruolo centrocampista.

## Carriera

### Club
Ha giocato complessivamente 107 partite nella massima serie moldava; con la maglia del Nistru Otaci tra il 2005 ed il 2007 ha inoltre giocato anche 3 partite nei turni preliminari di Coppa UEFA.

### Nazionale
Nel 2009, ha giocato una partita con la nazionale moldava.

## Statistiche

### Cronologia presenze e reti in nazionale
| Cronologia completa delle presenze e delle reti in nazionale ― Moldavia | Cronologia completa delle presenze e delle reti in nazionale ― Moldavia | Cronologia completa delle presenze e delle reti in nazionale ― Moldavia | Cronologia completa delle presenze e delle reti in nazionale ― Moldavia | Cronologia completa delle presenze e delle reti in nazionale ― Moldavia | Cronologia completa delle presenze e delle reti in nazionale ― Moldavia | Cronologia completa delle presenze e delle reti in nazionale ― Moldavia | Cronologia completa delle presenze e delle reti in nazionale ― Moldavia |
| Data                                                                    | Città                                                                   | In casa                                                                 | Risultato                                                               | Ospiti                                                                  | Competizione                                                            | Reti                                                                    | Note                                                                    |
| ----------------------------------------------------------------------- | ----------------------------------------------------------------------- | ----------------------------------------------------------------------- | ----------------------------------------------------------------------- | ----------------------------------------------------------------------- | ----------------------------------------------------------------------- | ----------------------------------------------------------------------- | ----------------------------------------------------------------------- |
| 11-2-2009                                                               | Aksu                                                                    | Macedonia                                                               | 1 – 1                                                                   | Moldavia                                                                | Amichevole                                                              | -                                                                       | 75’                                                                     |
| Totale                                                                  |                                                                         | Presenze                                                                | 1                                                                       |                                                                         | Reti                                                                    | 0                                                                       |                                                                         |